# Weltabschlussprinzip
Das Weltabschlussprinzip ist ein Grundsatz der Konzernrechnungslegung. Danach sind alle Tochterunternehmen, für die keine Einbeziehungswahlrechte oder Einbeziehungsverbote bestehen, unabhängig vom Land ihres Sitzes durch Vollkonsolidierung in einen Konzernabschluss einzubeziehen. Das Weltabschlussprinzip ist Bestandteil der meisten Rechnungslegungssysteme, so zum Beispiel der International Financial Reporting Standards (IAS 27), der deutschen und österreichischen bilanzrechtlichen Vorschriften (§ 294 Abs. 1 HGB; § 247 UGB), sowie der US-GAAP. In Deutschland wurde es durch das Bilanzrichtliniengesetz von 1985 eingeführt.
Die Beachtung des Weltabschlussprinzips trägt dazu bei, dass ein Konzernabschluss vollständig ist und die Vermögens-, Finanz- und Ertragslage des Konzerns richtig abbilden kann. Würden Tochterunternehmen allein deshalb ausgeschlossen, weil ihr Sitz in einem bestimmten Land liegt, so könnte der Konzernabschluss durch Rechtsgeschäfte der einbezogenen Tochterunternehmen mit den ausgeschlossenen Tochterunternehmen manipuliert werden.
Ein Konzernabschluss, der unter Beachtung des Weltabschlussprinzips aufgestellt wurde, wird als Weltabschluss oder vereinfachend auch als Weltbilanz bezeichnet.